# 普徕仕
普徕仕（T. Rowe Price Group, Inc.，前称普信）是一家美国投资管理上市公司，为个人、机构和金融中介机构提供共同基金、咨询、账户管理、退休金等金融服務。截至2020 年，该公司在财富美国500强中名列第447位。

## 历史
該公司总部位于马里兰州巴爾的摩。该公司由Thomas Rowe Price,Jr.于1937年创立。 